# Trascendentale
Il termine trascendentale, da non confondersi con "trascendente", ha assunto in filosofia diversi significati: comparso per la prima volta nella filosofia medievale per designare una proprietà massimamente «universale», fu rielaborato dal filosofo tedesco Kant e dagli idealisti tedeschi Fichte e Schelling in riferimento a ciò che esiste «in sé e per sé», ma è funzionale ad altro da sé; quest'ultimo significato è stato riadattato infine dalla fenomenologia di Husserl.

## Trascendentale nella scolastica medievale
Il termine trascendentale fu usato per la prima volta nella filosofia medievale scolastica e, specificamente, si sviluppò attraverso le iniziali elaborazioni concettuali di Filippo il Cancelliere, Guglielmo d'Alvernia e Guglielmo d'Auxerre. Trascendentali erano considerate quelle prerogative proprie di Dio, dalle quali non può prescindere la sua stessa pensabilità. Il concetto di trascendentale e le sue specificazioni furono elaborati per la prima volta da Filippo il Cancelliere nella sua Summa de bono (1225-1228), e nominati solo più tardi con il termine latino trascendentalia nella Summa del domenicano Rolando da Cremona. Filippo il Cancelliere individuò i trascendentali in quattro Nomi Divini, dai quali non può prescindere la pensabilità di Dio: ens, l'essere; unum, l'unità; verum, la verità e bonum, il bene. A questi quattro concetti trascendentali Guglielmo d'Alvernia aggiunse successivamente il termine pulchrum, la bellezza, sulla scorta del pensiero di pseudo-Dionigi l'Areopagita.
Guglielmo d'Auxerre apporterà all'elaborazione filosofica di Filippo il Cancelliere un importante contributo attraverso una giustificazione dei trascendentali. Afferma Guglielmo che è constatabile che l'esse puro può essere pensabile solo come unum, in quanto esiste un'identità fra l'essere e l'unicità di Dio. Proseguendo, sarà necessario ammettere che l'essere semplice, la substantia simplex, che è Dio, deve essere anche autosufficiente e, dunque, anche in sé bonum, ossia identico alla sua bontà. L'identità fra unum e bonum conduce a riconoscere che essa è assolutamente vera, in quanto verità partecipe alla verità in sé che costituisce Dio, dunque al trascendentale verum.
Tommaso d'Aquino applicava i trascendentali a quei concetti che hanno una loro universalità, quali ad esempio unità, verità e bontà: questi, in un primo grado di universalità, si riferiscono concretamente a tutti gli esseri umani, ma se elaborati teoricamente dall'intelletto e dalla volontà di un essere perfetto come Dio, acquistano, per così dire, una "somma universalità" che si esprime, appunto, nel termine trascendentale.

## Trascendentale in Kant
(I. Kant, Critica della ragion pura, A12 )
In Kant il termine trascendentale passò a significare il meccanismo "formale" della conoscenza, a prescindere cioè dal contenuto di essa.
Kant infatti vuole spiegare non che cosa si conosce, ma come avviene la conoscenza, ossia definire i presupposti teorici che rendono possibile la conoscenza.
Essa è per un verso passiva, in quanto si basa su dati sensibili che noi acquisiamo, appunto, passivamente ma, per altro verso, è attiva, poiché siamo dotati di "funzioni trascendentali", di modi di funzionamento dell'intelletto che automaticamente si attivano nel momento stesso in cui riceviamo i dati sensibili. Nel caso del primo grado del conoscere, l'intuizione, noi mettiamo istantaneamente in azione le funzioni di spazio e tempo; cioè discriminiamo, selezioniamo attivamente i dati sensibili nello spazio e nel tempo.
Questi modi di funzionamento della conoscenza sensibile non sono un'attività ulteriore che noi mettiamo in esecuzione, ma peculiarità specifiche del nostro stesso intelletto.
Kant inoltre afferma che le funzioni trascendentali hanno caratteristiche di "necessità" - poiché la nostra ragione le mette necessariamente in azione tanto che anche se volessimo non potremmo fare a meno di usarle - e di "universalità", perché appartengono, allo stesso modo, a tutti gli uomini dotati di ragione.
Dette funzioni - spazio e tempo, nel caso dell'intuizione -, sono dunque da sempre presenti prima ancora di ricevere il primo dato sensibile, in quanto non sono altro che il modo di funzionare della nostra ragione. Infatti entrano subito in azione non appena si riceve il primissimo dato sensibile.
Esse non vanno confuse con gli "universali" ricavati dall'esperienza, perché sono presenti prima dell'esperienza e non vanno neppure identificate con le idee innate, le quali si presentano dotate di un contenuto (come ad esempio l'idea innata di Dio), che le funzioni, invece, non hanno
Possiamo dunque affermare che esse sono a priori, precedono, cioè, l'esperienza, ovvero la "trascendono", in quanto "stanno al di là" dell'esperienza stessa; ma allo stesso tempo sono "immanenti", in quanto esse diventano reali, acquistano valore effettivo, e il loro funzionamento da potenziale diviene attuale, solo quando si "incarnano" con i dati sensibili.
Pertanto, si potrebbe definire il "trascendentale" come una sintesi di "immanente" e "trascendente"

## Il significato di trascendentale nell'Idealismo tedesco
Il termine "trascendentale" venne ripreso dagli idealisti Johann Gottlieb Fichte e Friedrich Schelling come sinonimo di funzionale o costitutivo, per designare il loro stesso idealismo: questo è per costoro un postulato filosofico da ammettere a priori, tramite intuizione intellettuale, necessario al costituirsi non solo della conoscenza umana, ma (a differenza di Kant) anche della realtà oggettiva. Fichte riconosceva infatti a Kant il merito di essersi avvicinato alla concezione idealistica con la dottrina dell'"io penso", o "appercezione trascendentale", che rimaneva però un principio formale della realtà. L'idealismo trasforma l'io penso in un principio costitutivo, materiale, della realtà stessa, cioè nell'Io assoluto.
Trascendentale è, in particolare, l'atto con cui l'Io produce il mondo. Questo atto non può essere dimostrato per via razionale, ma va presupposto all'inizio con un atto intuitivo-intellettuale in questo senso trascendentale: forma e contenuto, trascendente e immanente, prima della creazione della realtà (autocoscienza) e contemporaneamente coincidente con essa (autocreazione).
Schelling intitolò la sua opera più celebre Sistema dell'idealismo trascendentale (System des transzendentalen Idealismus, 1800), in cui ricostruiva i momenti attraverso i quali la coscienza perveniva all'Assoluto, unità di spirito e natura. Il momento più elevato era costituito dall'arte, in cui l'intuizione intellettuale, divenendo oggetto a se stessa, come intuizione estetica, coglieva quell'unità in maniera in parte conscia e in parte inconscia.

## Trascendentale nella fenomenologia husserliana
Edmund Husserl riadatterà, agli inizi del XX secolo, il significato di trascendentale, sostenendo come ogni atto soggettivo della coscienza sia da comprendere alla luce della fenomenologia come dotato di intenzionalità, cioè sia rivolto sempre ad un oggetto ed esista in funzione di questo. In tal modo Husserl intende concentrare la propria attenzione sulla coscienza, nel suo rapportarsi al mondo e agli altri io, distogliendola dalla questione della realtà del mondo esterno, che viene sospesa attraverso l'epoché e non considerata pertinente al problema della struttura dell'io trascendentale, che per Husserl si costituisce come la condizione di possibilità dell'esistenza sia della coscienza, sia degli oggetti, siano questi materiali e ideali.
Il mondo cioè per Husserl è costituito fenomenologicamente dalla coscienza, non nel senso che sia creato da essa, ma perché la sua possibilità di esistenza è contenuta nell'io trascendentale.